# At the Circus

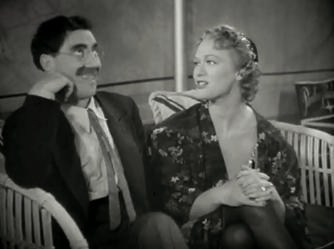
Groucho Marx en Eve Arden in de trailer van At the Circus

At the Circus is een Amerikaanse komedie uit 1939 van the Marx Brothers.

## Verhaal
Nadat Jeff Wilson enkele duizenden dollars investeert in een circusgroep waarmee hij optreedt, wordt hij opgelicht door de circusbaas, John Carter. Carter liet het geld stelen door twee vrienden van hem, maar nadat mede-circusartiesten Antonio en Punchy en de advocaat Loophole (The Marx Brothers) Wilsons geld proberen terug te krijgen wordt het mysterie snel opgelost.

## Rolverdeling
| Acteur       | Personage         |
| ------------ | ----------------- |
| Groucho Marx | Attorney Loophole |
| Chico Marx   | Antonio           |
| Harpo Marx   | 'Punchy'          |
| Kenny Baker  | Jeff Wilson       |
| James Burke  | John Carter       |